# Carolinaia cyperi
Carolinaia cyperi är en insektsart som beskrevs av Ainslie 1915. Carolinaia cyperi ingår i släktet Carolinaia och familjen långrörsbladlöss. Inga underarter finns listade i Catalogue of Life.